# Уличпом
Уличпом  — деревня в Сысольском районе Республики Коми в составе сельского поселения  Куратово. 

## География
Расположена на расстоянии 1,5 км от центра поселения села Куратово на юг-юго-восток.  

## История
Известна с 1859 года. В переводе с коми означает «конец улицы».

## Население
Постоянное население  составляло 58 человек (коми 98%) в 2002 году, 37 в 2010 .